# Вълк (митология)
Вълкът е често срещан мотив в митологиите и космологиите на народите в Евразия и Северна Америка, което съответства на историческото местообитание на сивия вълк. Главните атрибути на вълка са неговият хищнически характер, както и специфичният начин на лов, неговата сила и издръжливост.

## В митологиите и религиите
В много евразийски митологии вълкът е приеман за родоначалник или за възпитател на родоначалника на племето. Освен древноримския мит за Ромул и Рем, отгледани от вълчица, съществува древноиранска легенда за вълчица, откърмила цар Кир. В китайска хроника от 7 век за прадедите на тюрките, се разказва, че те били изтребени от враговете, освен едно момче, откърмено от вълчица, която впоследствие става негова съпруга и му ражда 10 сина – основатели на тюркските родове. Сред азерите са запазени следи от култ към вълка (Боз Курт – сивия вълк); култ към вълка има и при башкирите – етнонимът башкорт („главен вълк“) се отнася за огузкия клон на тюркските племена. В монголската митология е известен вълкът прародител Борте-Чино; айну в Япония също смятат, че водят произхода си от съюз между подобно на вълк същество и богиня. В някои северноамерикански индиански племена битуват аналогични митове за произход от вълци (родовата група кагвантани от племето тлинкит, племето нутка и др.). Според Страбон даките наричат себе си вълци (на гръцки: δáοι), а Херодот казва, че всяка година неврите се превръщат във вълци. Последното се предполага, че е във връзка с годишен ритуал, свързан с намятане на вълчи кожи и поставяне на вълчи маски. Боговете Зевс и Аполон в древногръцката митология са почитани и с епитета „Ликейски“, т.е. „вълчи“.
Представите за превръщането на човек във вълк са много стари и разпространени. Според тюрките всеки шаман може да се превърне във вълк. Известни са славянските вярвания за хора превъплъщенци, които могат да се превръщат във вълци – т.нар. върколаци. Подобни вярвания са известни и сред балтийските народи (вилктаки – при литовците) и Западна Европа. Известно е сведението на кремонския епископ Лиутпранд за Боян Мага (син на Симеон, който се „изучил в правенето на магия дотам, че можел изведнъж да се превръща във вълк, както и в най-различни други зверове“. Днес образът на върколака е широко експлоатиран от литературата, киноидустрията и масовата култура изобщо.
В индоевропейската традиция образът на вълка се разглежда главно като свързан с воините. Троянецът Долон ходи наметнат с кожа от сив вълк, което според някои изследователи има в основата си ритуал, при който воините се преобличат като вълци. Вълкът има важна роля в култа на римския бог на войната Марс, в скандинавската митология спътници на върховния бог и бог на войната Один са вълците Гери и Фреки, наричани негови „кучета“; в една от сагите берсерките са наричани „ulfhedinn“ или „вълчи кожи“. Едно от прозвищата на Бхима, герой воин от древноиндийския епос „Махабхарата“, е Врикодара – „имащ вълчи корем“, а прякорът на грузинския цар Вахтанг I Горгослани, означава „вълкоглав“. Представите за вълка и особено за вълчата глутница като единна воинска дружина са разпространени и сред хетите – техният цар Хатусилис I се обръща към войската си с „род на вълка“. Подобни представи са известни и сред сваните в Кавказ. По време на атака тюркските воини имитират вълчи вой, с цел да сплашат врага.
Сред някои славянски народи съществува представа за вълка като унищожител на демони. Така например украинците вярват, че ако гръмотевицата и вълка не унищожават дяволите, те ще станат толкова много, че няма да се вижда земята. Подобно вярване има и сред германците, а руските казаци вярват, че Господ заповядал на вълка да изтребва дяволите.
Същевременно във вярванията вълкът е приеман и като особено опасно, демонично животно, символизиращо злите, заплашващи хората, сили. Типичен пример за това е вълкът Фенрир в скандинавската митология, в която има още два чудовищни вълка – Скол и Хати, преследващи Слънцето и Луната. Етруският бог Аита, владетел на царството на мъртвите, е изобразяван с „шапка“, направена от вълча глава. Сред инуитите е разпространена представа за чудовищния вълк Амарок, а в митовете на индианците алгонкини се разказва за вълк, брат на културния герой и трикстер Манабозо, който става владетел на царството на мъртвите.
С вълци са сравнявани и поставените извън закона и извършилите особено тежки престъпления спрямо обществото хора. Примери за това са древногръцкият първи цар на Аркадия Ликаон (името му означава „човек-вълк“), тракийката Харпалика („граблива вълчица“) и др. В Древна Гърция престъпниците могат да намерят сигурно убежище в храма на Зевс Ликейски. На скандинавския Один са принасяни в жертва хора, „станали вълци“, т.е. извършили много тежки престъпления. В древна Исландия съществува специалният юридически термин „мордварг“, съставен от думите „убийство“ и „вълк“. С него са обозначавани убийците, които убиват беззащитни хора след настъпването на тъмнината и впоследствие се опитват да прикрият престъплението си.
Християнството определя вълка като символ на дявола (Августин Блажени пише: „Кой е вълкът, ако не дяволът?“) и най-вече на еретиците. Апостол Павел сравнява еретиците с „люти вълци“ (Деяния 20:29), подобни сравнения използват и св. Климент Охридски, Презвитер Козма и др.
На по-късен етап вълкът преминава в европейския приказен фолклор като отрицателен, често леко глуповат герой.

## Вълкът в българските народни вярвания
В българските народни вярвания вълкът традиционно принадлежи към нечистите сили, асоциира се с дявола, смъртта и зимата. Според българските дуалистични легенди от средновековната апокрифна книжнина, вълкът е създаден от дявола, а кучето от Господ.
Има обаче и запазени вярвания, че той е най-големият враг на вампири, дяволи, устрели и други свръхестествени злотворни същества. В същите тези апокрифни легенди се разказва, че сътворения от дявола вълк, съживен по божие повеление, се нахвърля върху твореца си, който оттогава е куц. Подобен мотив се среща и в легенди и приказки от Пирдопско, Самоковско, Охридско и Велешко. Когато се споменават дявол или вампир, обикновено се добавя: „Вълците ги яли“, а в редица баяния болестта е заплашвана с вълк. Интересно е и вярването от Врачанско, Ловешко, Царибродско и др., че ако най-напред в кошара се промъкне вълк и отнесе овца, това е на добро: овцете ще са плодовити и млекодайни.
Въпреки това основните вярвания на българите, отнасящи се до вълка, са свързани с представата за него като опасно животно. Вярва се, че е толкова лаком, че може да унищожи наведнъж цяло стадо и затова според вярването Бог е направил така, че устата на вълка не е отворена винаги. Смята се, че в някои дни и часове челюстите му са „заключени“ и през това време той нищо не може да направи на животните, дори да влезе в стадото между тях.
Според поверията вълчицата ражда само веднъж в живота си. Някъде се вярва, че тя ражда толкова вълчета, колкото са седмиците от Коледа до Месни заговезни и затова, когато този период е малък (т.е. Великден се пада рано, през март), хората са много доволни. В Странджа се вярва, че вълците „се зачеват във великата събота без изключение“, а се раждат на Еремия, 1 май). Има и вярване, че вълчицата не може да забременее докато не яде кучешко месо, нещо изработено по време на Вълчите празници или въглен.
Според вярването вълкът се бои от вол, мечка и стадо от черни свине.
Вълците се движат на глутница, от която най-опасен се смята последният вълк (т.е. този, който не се движи с глутницата, вълкът единак). В представите на българите това е митичният предводител на глутницата, описван е като куц или еднокрак (срв. с куция дявол) и е наричан Куцулан, Клекуцан, Натлапан или Кривльо.
За да се предпазят от вълците, хората празнуват в тяхна чест т.нар. Вълчи празници. Също така името на животно е табуирано – обикновено вълците са наричани „братя“, „двамина“, „душмани“ и др. подобни. Части от тялото на вълка (кост, зъб, лапа) са широко използвани в магьосничеството и баянията.
В прозаичния фолклор (приказки, пословици, гатанки и др.) вълкът е представен като глупав и наивен, мамен преди всичко от лисицата. Утвърденото му име в тях е Кумчо Вълчо. Приказката на Ран Босилек Вълкът си остава вълк завършва с поуката „Вълкът козината си мени, но нрава – не“.